# Sennertia haustrifera
Sennertia haustrifera es una especie de ácaro del género Sennertia, familia Chaetodactylidae. Fue descrita científicamente por Klimov and OConnor en 2008.
Habita en México, en Jalisco y Chiapas.